# 디카르주
디카르주(아랍어: ذي قار)는 이라크 남부에 위치한 주로 주도는 나시리야이며 면적은 12,900km2, 인구는 1,472,000명(2003년 기준)이다. 1976년까지는 문타피크주라는 이름으로 알려져 있었다. 고대 수메르 유적으로 유명하며 우르, 에리두, 라가시, 기르수 유적이 이 곳에 있다.